# Chiesa di San Martino (Rovereto)
La chiesa di San Martino, chiamata anche chiesa di San Martino vescovo o semplicemente San Martino, è la parrocchiale di Noriglio, frazione di Rovereto.

## Storia

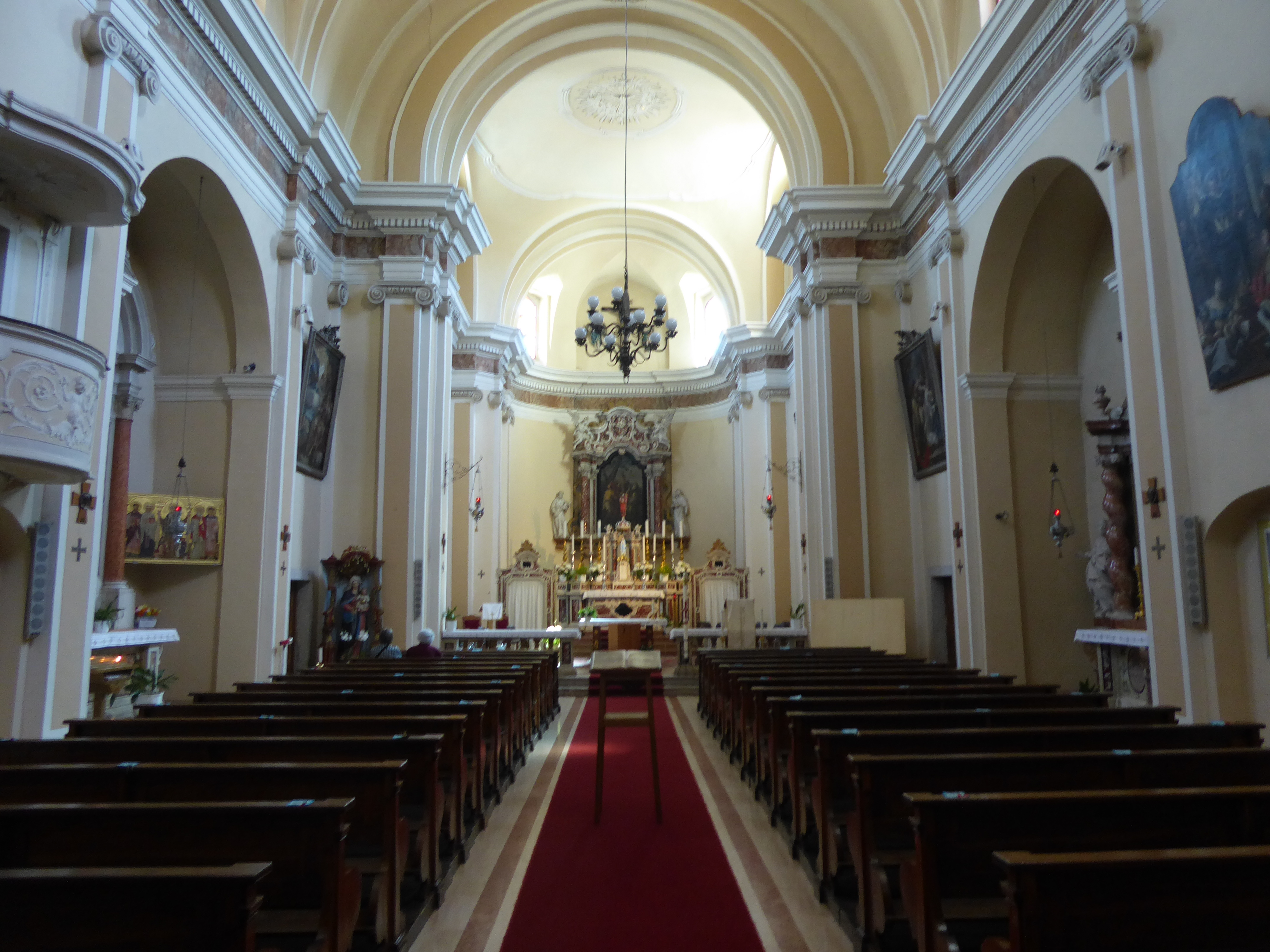
Interno

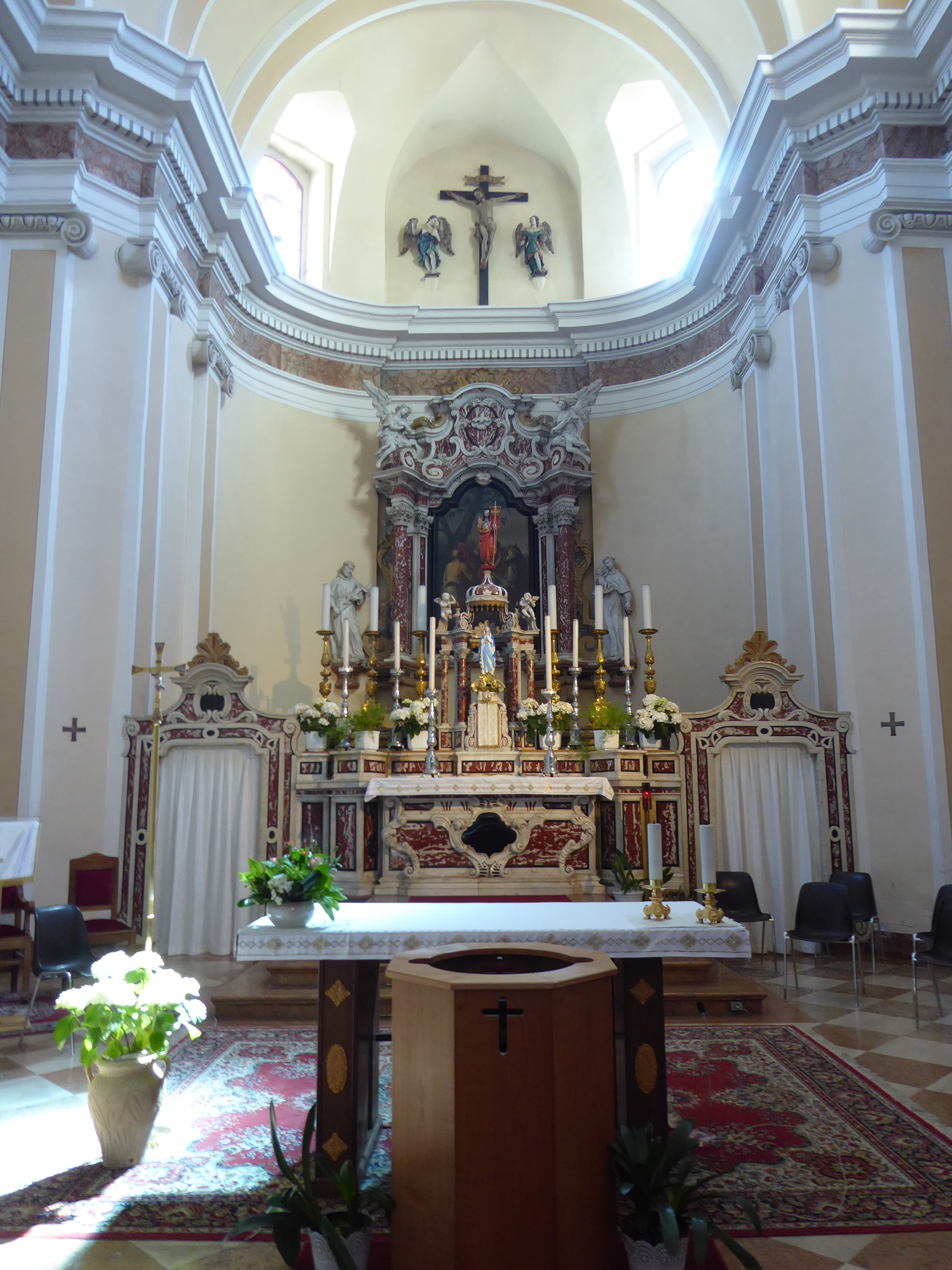
Presbiterio

I primi documenti storici che citano la chiesa parlano di un edificio religioso che esisteva dal XIII secolo accanto al cimitero. Quattro secoli dopo questa prima chiesa divenne inadeguata all'aumentata popolazione del piccolo centro e si rese necessaria l'erezione di una nuova chiesa.
La chiesa precedente venne abbandonata e ne restano solo pochi frammenti architettonici, come l'antico portale (divenuto parte di abitazione privata) e la sola base in pietra della croce del cimitero, poi posizionata nel nuovo cimitero.
Dal XIV secolo viene citata come cappella legata alla pieve di Lizzana e nel 1582 diventa sussidiaria della chiesa arcipretale di San Marco.

## Descrizione
La facciata si presenta su due ordini. Quello inferiore mostra tre coppie di paraste con base in marmo, con un portale semplice, architravato. Quello superiore è diviso in tre parti irregolarmente. Al centro c'è una grande finestra.
Il campanile è a pianta quadrangolare e si appoggia alla destra dell'edificio. La cuspide ha la forma di cipolla.
L'interno è a navata unica suddivisa in due campate che ospitano cappelle laterali simmetriche tra loro.